# Асен Илиев
Асен Илиев е български граничар.
Той е призован за отбиване на редовната военна служба през есента на 1949 година. Изпратен е в Школата за подготовка на сержантски състав в Банкя, след завършването на която е произведен в звание младши сержант.
След обучението си в школата е разпределен да служи в гранична застава „Орел“, намираща се в Североизточните Родопи (край рида Гората), на 5 км североизточно от с. Вълче поле, община Любимец и на 3 км източно от връх Шейновец (Курткале). Там младши сержант Илиев е назначен за командир на стрелково отделение. Няколко месеца след идването му в заставата, през май 1951 година, Асен Илиев успява да задържи нарушител на държавната граница, който се оказва криминален престъпник.
През есента на 1951 г. младши сержант Асен Илиев става командир на отделение в учебния пункт на граничния отряд в Любимец. Там Асен Илиев служи заедно със Стоил Косовски (с когото по-късно участват в бой и загиват). От февруари 1952 година Асен Илиев отново е на гранична застава „Орел“.
На 31 март 1952 г. Асен Илиев загива в престрелката при връх Сарабурун с въоръжена група. Лобното му място е до Кралимарков камък, намиращ се на 200 м северозападно от гранична пирамида 372. В сражението загиват още 2-ма граничари от съседни застави – ефрейтор Георги Стоименов и редник Стоил Косовски.
Президиумът на Народното събрание на Народна република България го награждава посмъртно с Орден за храброст – III степен. Указът е № 407 от 1952 година. Министърът на вътрешните работи със заповед № 46 го удостоява посмъртно със званието младши лейтенант. От 15 май 1952 година граничната застава „Орел“, на която служи Асен Илиев, носи неговото име.
Застава „Асен Илиев“ има и на грузинско-турската граница.
В навечерието на 2 юни 1973 г. в родното му село Караманово е открит паметник на героя граничар. Проектант е арх. Белчо Петров, скулптурата е дело на русенците Георги Радулов и Никола Терзиев, а изпълнител е Борис Лозанов. Средствата за паметника са осигурени от Окръжния народен съвет в Русе и управление „Гранични войски“ на Министерството на вътрешните работи. Централната улица в селото също се казва „Асен Илиев“.